# Ciencias morales
Ciencias morales es la denominación institucional de un grupo de ciencias humanas o ciencias sociales, identificadas en parte con el grupo de las llamadas ciencias políticas. La justificación epistemológica de tal agrupación es, como la de cualquier otra etiqueta denominativa, un asunto opinable que da lugar a la aplicación de muy distintos criterios clasificativos. Su relación con el aspecto moral del comportamiento humano es algo sustantivo, pero no limita la extensión de los aspectos que estudian las ciencias agrupadas en esta categoría, que no pueden confundirse con la ciencia de la moralidad, la ética o alguna de sus partes aplicables a cualquier ciencia, como es el caso de la deontología.
En Francia se fundó en 1795 la Académie des sciences morales et politiques, a la que siguieron, en España la Real Academia de Ciencias Morales y Políticas (1857), en Argentina la Academia Nacional de Ciencias Morales y Políticas (1938) y en Chile la Academia Chilena de Ciencias Sociales, Políticas y Morales (1964). También se denominó así la Universidad de Ciencias Morales y Políticas de Thammasat, en Tailandia. En la Universidad de Cambridge se fundó en 1878 el Moral Sciences Club, que se convirtió en un centro fundamental para la filosofía analítica (Henry Sidgwick, J.M.E. McTaggart, Bertrand Russell, G.E. Moore), y en su seno tuvo lugar el famoso enfrentamiento entre Ludwig Wittgenstein y Karl Popper conocido por la anécdota del atizador (poker).
Condorcet escribió un ensayo titulado El cálculo y las ciencias políticas y morales.
Jeremy Bentham escribió un ensayo titulado Principios de la ciencia social ó de las ciencias morales y políticas.
John Stuart Mill escribió La lógica de las ciencias morales.
Justo Arosemena escribió Apuntamientos para la introducción a las ciencias morales y políticas.
El filósofo Émile Boutroux escribió Sócrates, fundador de la ciencia moral (1883).
El concepto de economía moral de la multitud se debe al historiador E. P. Thompson (1971).
Martín Kohan escribió la novela titulada Ciencias morales (2008).